# Приморско

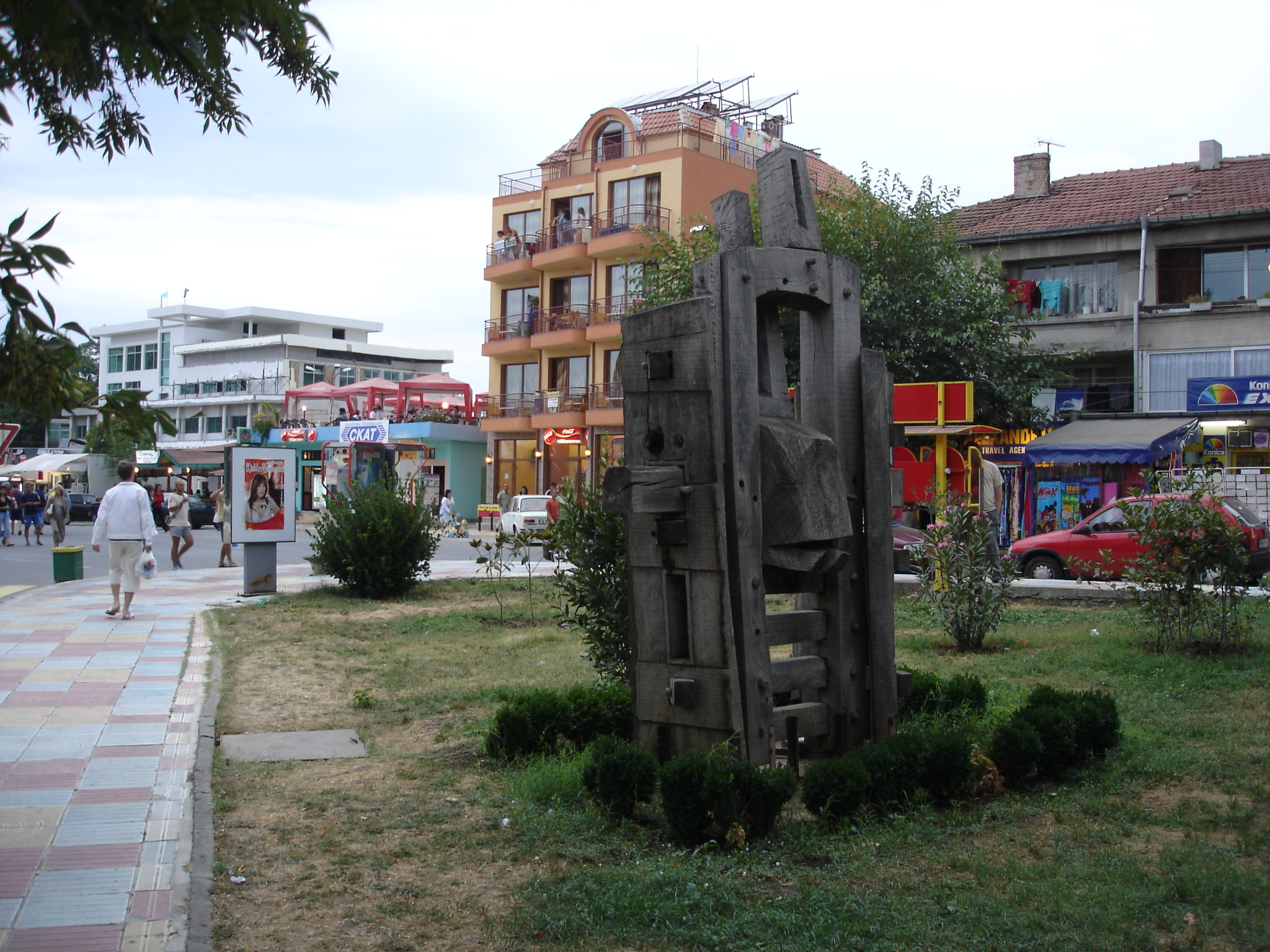
Улица города

Приморско — город на юго-востоке Болгарии, административный центр общины Приморско. Расположен в Бургасской области, недалеко от городов Созопол и Царево. Население города на начало 2012 года — 3662 жителя.

## Географическое положение
Город Приморско расположен на небольшом полуострове на берегу Чёрного моря, у подножия гор Странджа. Благодаря своему расположению на границе умеренно континентального и средиземноморского климатических поясов Приморско является самым северным местом в Болгарии, где выращивают цитрусовые.

## История
На побережье возле Приморско находится множество руин древних и больших городов. Позднее всех был разрушен город Ранули, находящийся на холме Волчаново кале, и бывший в древности одним из самых больших приморских городов. Остатки городских стен окружают площадь около 30 гектаров. Историки считают, что это один из крупнейших городов-крепостей в Болгарии. В период расцвета он был центром данной области.
В течение длительного времени археологи разыскивали культовые сооружения Ранули, предполагая их местонахождение за городской чертой. Наконец, в 2003 году, на расстоянии 2-3 километров от крепостной стены, на мысу Маслен Нос ученые обнаружили почти нетронутое временем святилище-обсерваторию Беглик-Таш. Оно представляет собой неправильный круг из частично обработанных каменных глыб, между которыми в дни солнцестояния и равноденствия проникают солнечные лучи. Также были найдены жертвенник, алтарь, трон и крупнейший из известных науке дольменов. По мнению ученых, постройки были созданы в XIV в. до н. э. и использовались до V в. до н. э.
Очень часто на побережье можно найти выброшенные морем осколки древней керамики.

## Экономика
Ежегодно Приморско посещают десятки тысяч иностранных и болгарских туристов. Город привлекателен с его благоприятным климатом, красивыми пейзажами, историческими и культурными памятниками. Город популярен особенно для семейного отдыха. Очень развит туризм и строительство. Инфраструктура Приморско хорошо сформирована, есть регулярные автобусы в соседние города и курорты, регулярные рейсы в столицу. Есть аквапарк, рестораны, предлагающие блюда традиционной болгарской кухни, рестораны быстрого питания, пиццерии, кафе, бары, дискотеки. Общая площадь пляжей в городе составляет 1045 м²., также есть песчаные дюны площадью 523 м².

## Культурные и природные достопримечательности
- Заповедник Ропотамо, расположенный среди огромных скал, нависающих над морем. Здесь сохранилась большая популяция эндемичных видов флоры и фауны.
- Заповедник Аркутино, в котором охраняется популяция водных лилий.
- Веселая скала — покрытое галькой место, откуда можно с высоты птичьего полета увидеть большой участок реки Ропотамо. Столь же популярна скала «Львиная голова», также расположенная над рекой.

### Регулярные события
- Ежегодный международный фестиваль народного творчества.
- Этап национальных гонок 4x4 Off Road.

## Уроженцы Приморско
- Людия Иванов (1929—2002), болгарский ихтиолог.
- Здравко Василев, победитель первого сезона болгарского варианта реалити-шоу «Большой брат».

## Политическая ситуация
Кмет (мэр) общины Приморско — Димитр Германов (Граждане за европейское развитие Болгарии) по результатам местных выборов 2011 года.

## Транспорт
У города расположен аэропорт Приморско, построенный в 2003 году.

## Спорт
В 2010 году в Приморско проходил чемпионат Европы по спортивному ориентированию.

## Города-побратимы
- Курск, Россия
- Винчи, Италия
- Стамбул, Турция